# 在任期間別のアメリカ合衆国副大統領の一覧
本項目は、在任期間別にまとめたアメリカ合衆国の副大統領の一覧である。副大統領の任期4年は3回の平年（365日）と1回の閏年（366日）を合わせて1461日となる（ただし期間中の4で割り切れる年が100で割り切れて400で割り切れない年である場合は4回の平年（365日）で1460日となる。）。初日を算入して計算する場合は1日多くなる。
1789年以来、49人のアメリカ合衆国副大統領が誕生している。歴代大統領のうち9人が任期途中で大統領に昇格、7人が死亡、2人が辞任している。1967年2月10日のアメリカ合衆国憲法修正第25条採択以来、副大統領職に空席がある場合、大統領が指名した後継者が議会両院の多数決を経て就任する。

## 在任期間別の副大統領
| 順位    | 副大統領                       | 日数 | 在任期間                                | 大統領                                                   |
| ------- | ------------------------------ | ---- | --------------------------------------- | -------------------------------------------------------- |
| 1 タイ  | ダニエル・D・トンプキンズ      | 2922 | 第6代 • 1817年3月4日 - 1825年3月4日     | ジェームズ・モンロー                                     |
| 1 タイ  | トーマス・R・マーシャル        | 2922 | 第28代 • 1913年3月4日 - 1921年3月4日    | ウッドロウ・ウィルソン                                   |
| 1 タイ  | リチャード・ニクソン           | 2922 | 第36代 • 1953年1月20日 - 1961年1月20日  | ドワイト・D・アイゼンハワー                              |
| 1 タイ  | ジョージ・H・W・ブッシュ       | 2922 | 第43代 • 1981年1月20日 - 1989年1月20日  | ロナルド・レーガン                                       |
| 1 タイ  | アル・ゴア                     | 2922 | 第45代 • 1993年1月20日 - 2001年1月20日  | ビル・クリントン                                         |
| 1 タイ  | ディック・チェイニー           | 2922 | 第46代 • 2001年1月20日 - 2009年1月20日  | ジョージ・W・ブッシュ                                    |
| 1 タイ  | ジョー・バイデン               | 2922 | 第47代 • 2009年1月20日 - 2017年1月20日  | バラク・オバマ                                           |
| 8       | ジョン・ナンス・ガーナー       | 2879 | 第32代 • 1933年3月4日 - 1941年1月20日   | フランクリン・D・ルーズベルト                            |
| 9       | ジョン・アダムズ               | 2874 | 第1代 • 1789年4月21日 - 1797年3月4日    | ジョージ・ワシントン                                     |
| 10      | ジョン・C・カルフーン          | 2856 | 第7代 • 1825年3月4日 - 1832年12月28日   | ジョン・クィンシー・アダムズ及びアンドリュー・ジャクソン |
| 11      | ジョージ・クリントン           | 2604 | 第4代 • 1805年3月4日 - 1812年4月20日    | トーマス・ジェファーソン及びジェームズ・マディソン       |
| 12      | スピロ・アグニュー             | 1724 | 第39代 • 1969年1月20日 - 1973年10月10日 | リチャード・ニクソン                                     |
| 13 タイ | アーロン・バー                 | 1461 | 第3代 • 1801年3月4日 - 1805年3月4日     | トーマス・ジェファーソン                                 |
| 13 タイ | マーティン・ヴァン・ビューレン | 1461 | 第8代 • 1833年3月4日 - 1837年3月4日     | アンドリュー・ジャクソン                                 |
| 13 タイ | リチャード・ジョンソン         | 1461 | 第9代 • 1837年3月4日 - 1841年3月4日     | マーティン・ヴァン・ビューレン                           |
| 13 タイ | ジョージ・M・ダラス            | 1461 | 第11代 • 1845年3月4日 - 1849年3月4日    | ジェームズ・K・ポーク                                    |
| 13 タイ | ジョン・C・ブレッキンリッジ    | 1461 | 第14代 • 1857年3月4日 - 1861年3月4日    | ジェームズ・ブキャナン                                   |
| 13 タイ | ハンニバル・ハムリン           | 1461 | 第15代 • 1861年3月4日 - 1865年3月4日    | エイブラハム・リンカーン                                 |
| 13 タイ | スカイラー・コルファクス       | 1461 | 第17代 • 1869年3月4日 - 1873年3月4日    | ユリシーズ・G・グラント                                  |
| 13 タイ | ウィリアム・A・ウィーラー      | 1461 | 第19代 • 1877年3月4日 - 1881年3月4日    | ラザフォード・B・ヘイズ                                  |
| 13 タイ | リーヴァイ・P・モートン        | 1461 | 第22代 • 1889年3月4日 - 1893年3月4日    | ベンジャミン・ハリソン                                   |
| 13 タイ | アドレー・E・スティーブンソン  | 1461 | 第23代 • 1893年3月4日 - 1897年3月4日    | グロバー・クリーブランド                                 |
| 13 タイ | チャールズ・W・フェアバンクス  | 1461 | 第26代 • 1905年3月4日 - 1909年3月4日    | セオドア・ルーズベルト                                   |
| 13 タイ | チャールズ・G・ドーズ          | 1461 | 第30代 • 1925年3月4日 - 1929年3月4日    | カルビン・クーリッジ                                     |
| 13 タイ | チャールズ・カーティス         | 1461 | 第31代 • 1929年3月4日 - 1933年3月4日    | ハーバート・フーヴァー                                   |
| 13 タイ | ヘンリー・A・ウォレス          | 1461 | 第33代 • 1941年1月20日 - 1945年1月20日  | フランクリン・D・ルーズベルト                            |
| 13 タイ | アルバン・W・バークリー        | 1461 | 第35代 • 1949年1月20日 - 1953年1月20日  | ハリー・S・トルーマン                                    |
| 13 タイ | ヒューバート・H・ハンフリー    | 1461 | 第38代 • 1965年1月20日 - 1969年1月20日  | リンドン・B・ジョンソン                                  |
| 13 タイ | ウォルター・モンデール         | 1461 | 第42代 • 1977年1月20日 - 1981年1月20日  | ジミー・カーター                                         |
| 13 タイ | ダン・クエール                 | 1461 | 第44代 • 1989年1月20日 - 1993年1月20日  | ジョージ・H・W・ブッシュ                                 |
| 13 タイ | マイク・ペンス                 | 1461 | 第48代 • 2017年1月20日 - 2021年1月20日  | ドナルド・トランプ                                       |
| 32      | トーマス・ジェファーソン       | 1460 | 第2代 • 1797年3月4日 - 1801年3月4日     | ジョン・アダムズ                                         |
| 33      | ジェームズ・S・シャーマン      | 1336 | 第27代 • 1909年3月4日 - 1912年10月30日  | ウィリアム・ハワード・タフト                             |
| 34      | カマラ・ハリス                 | 1461 | 第49代 • 2021年1月20日 - 2025年1月20日  | ジョー・バイデン                                         |
| 35      | リンドン・B・ジョンソン        | 1036 | 第37代 • 1961年1月20日 - 1963年11月22日 | ジョン・F・ケネディ                                      |
| 36      | ヘンリー・ウィルソン           | 993  | 第18代 • 1873年3月4日 - 1875年11月22日  | ユリシーズ・G・グラント                                  |
| 37      | ギャレット・ホーバート         | 992  | 第24代 • 1897年3月4日 - 1899年11月21日  | ウィリアム・マッキンリー                                 |
| 38      | カルビン・クーリッジ           | 881  | 第29代 • 1921年3月4日 - 1923年8月2日    | ウォレン・G・ハーディング                                |
| 39      | ネルソン・ロックフェラー       | 763  | 第41代 • 1974年12月19日 - 1977年1月20日 | ジェラルド・フォード                                     |
| 40      | エルブリッジ・ゲリー           | 629  | 第5代 • 1813年3月4日 - 1814年11月23日   | ジェームズ・マディソン                                   |
| 41      | ミラード・フィルモア           | 492  | 第12代 • 1849年3月4日 - 1850年7月9日    | ザカリー・テイラー                                       |
| 42      | トーマス・A・ヘンドリックス    | 266  | 第21代 • 1885年3月4日 - 11月25日        | グロバー・クリーブランド                                 |
| 43      | ジェラルド・フォード           | 246  | 第40代 • 1973年12月6日 - 1974年8月9日   | リチャード・ニクソン                                     |
| 44      | チェスター・A・アーサー        | 199  | 第20代 • 1881年3月4日 - 9月19日         | ジェームズ・A・ガーフィールド                            |
| 45      | セオドア・ルーズベルト         | 194  | 第25代 • 1901年3月4日 - 9月14日         | ウィリアム・マッキンリー                                 |
| 46      | J・D・ヴァンス                 | 160  | 第50代 • 2025年1月20日 - 現職           | ドナルド・トランプ                                       |
| 47      | ハリー・S・トルーマン          | 82   | 第34代 • 1945年1月20日 - 4月12日        | フランクリン・D・ルーズベルト                            |
| 48      | ウィリアム・R・キング          | 45   | 第13代 • 1853年3月4日 - 4月18日         | フランクリン・ピアース                                   |
| 49      | アンドリュー・ジョンソン       | 42   | 第16代 • 1965年3月4日 - 4月15日         | エイブラハム・リンカーン                                 |
| 50      | ジョン・タイラー               | 31   | 第10代 • 1841年3月4日 - 4月4日          | ウィリアム・ヘンリー・ハリソン                           |